# Alan Rubin
Alan Rubin, noto anche con lo pseudonimo di Mr. Fabulous (New York, 11 febbraio 1943 – New York, 8 giugno 2011), è stato un trombettista statunitense, suonatore anche di flicorno.

## Biografia
Rubin si è laureato alla Juilliard School di New York. Era un membro della Saturday Night Live Band, con la quale suonò alla cerimonia di chiusura dei Giochi olimpici del 1996. Come membro della Blues Brothers Band, ha impersonato "Mr. Fabulous" nel film The Blues Brothers e nel sequel del 1998 ed era membro del gruppo in tournée.
Rubin ha suonato con molti artisti come Frank Sinatra, Frank Zappa, Duke Ellington, Blood, Sweat & Tears, Eumir Deodato, Sting, Aerosmith, The Rolling Stones, Paul Simon, James Taylor, Frankie Valli, Eric Clapton, Billy Joel, B.B. King, Miles Davis, Yōko Ono, Peggy Lee, Aretha Franklin, James Brown e Dr. John. Ha anche contribuito, sempre suonando la tromba, insieme a Daniele Moretto, ad eseguire la sigla del rotocalco televisivo di Canale 5 Verissimo in uso dal 13 settembre 1999 al 23 dicembre 2005 (all'epoca il programma era del TG5 e quotidiano, condotto da Cristina Parodi, sostituita nell'estate 2001 da Rosa Teruzzi e dal 10 settembre al 26 ottobre dello stesso anno da Benedetta Corbi, la quale ha affiancato Giuseppe Brindisi nella prima parte della stagione 2005-2006).

## Morte
Alan Rubin morì di cancro ai polmoni l'8 giugno 2011 al Memorial Sloan-Kettering Cancer Center di Manhattan.

## Discografia

### Blues Brothers

#### Studio & live
- 1978 - Briefcase Full of Blues
- 1980 - The Blues Brothers: Original Soundtrack Recording
- 1980 - Made in America
- 1990 - Live! in Montreux (The Blues Brothers Band)
- 1992 - Red, White, & Blues (The Blues Brothers Band)
- 1997 - Live from Chicago's House of Blues (Blues Brothers and Friends)
- 1998 - Blues Brothers 2000: Original Motion Picture Soundtrack

#### Raccolte
- 1981 - Best of the Blues Brothers
- 1988 - Everybody Needs Blues Brothers
- 1992 - The Definitive Collection
- 1995 - The Very Best of the Blues Brothers
- 1998 - The Blues Brothers Complete
- 2003 - The Essentials
- 2005 - Gimme Some Lovin' & Other Hits